# Allium ochotense
Allium ochotense är en amaryllisväxtart som beskrevs av Jaroslav Ivanovic Yaroslav Ivanovich Prokhanov. Allium ochotense ingår i släktet lökar, och familjen amaryllisväxter. Inga underarter finns listade i Catalogue of Life.